# Dotternhausen
Dotternhausen è un comune tedesco di 1 830 abitanti,, situato nel land del Baden-Württemberg.